# Platonism
Platonismul(din fr. Platonisme) sau realismul platonic este un termen utilizat în filosofie pentru un curent filozofic , inspirat de filosoful antic Platon.
Platonismul este o filosofie elaborată de Platon și discipolii săi, după care lumea ideilor este singura realitate adevărată, iar lumea materială o copie sensibilă și schimbătoare a celei dintâi. Teza comună a diferitelor teorii platonice este existența entităților inteligibile independente ale gândirii umane la care s-ar accede numai prin intelect, fără a recurge la experiența sensibilă. Aceste entități, potrivit cu diferitele versiuni ale platonismului, pot fi concepte și idei (ca la Plotin și Augustin de Hipona), numere (platonismul matematic de inspirație pitagoriciană) sau valori logice (logicismul inițiat de Frege.  